# Casteição
Casteição é uma povoação portuguesa do Município de Mêda que foi sede da extinta Freguesia de Casteição, freguesia que tinha 12,83 km² de área e 119 habitantes (2011), e, por isso, uma densidade populacional de 9,3 hab/km².
A Freguesia de Casteição foi extinta (agregada) pela reorganização administrativa de 2012/2013, tendo o seu território sido agregado ao da Freguesia de Prova para criar a União de Freguesias de Prova e Casteição.
Casteição teve foral em 1196 e foi vila e sede de concelho até 6 de Novembro de 1836. Este era constituído pelas freguesias da sede e de Outeiro de Gatos. Em 1801 tinha 1025 habitantes e 23 km².

## População
| Totais e grupos etários | Totais e grupos etários | Totais e grupos etários | Totais e grupos etários | Totais e grupos etários | Totais e grupos etários | Totais e grupos etários | Totais e grupos etários | Totais e grupos etários | Totais e grupos etários | Totais e grupos etários | Totais e grupos etários | Totais e grupos etários | Totais e grupos etários | Totais e grupos etários | Totais e grupos etários |
| ----------------------- | ----------------------- | ----------------------- | ----------------------- | ----------------------- | ----------------------- | ----------------------- | ----------------------- | ----------------------- | ----------------------- | ----------------------- | ----------------------- | ----------------------- | ----------------------- | ----------------------- | ----------------------- |
|                         | 1864                    | 1878                    | 1890                    | 1900                    | 1911                    | 1920                    | 1930                    | 1940                    | 1950                    | 1960                    | 1970                    | 1981                    | 1991                    | 2001                    | 2011                    |
| Total                   | 694                     | 691                     | 731                     | 709                     | 660                     | 642                     | 567                     | 700                     | 773                     | 648                     | 346                     | 289                     | 206                     | 140                     | 119                     |

| 0-14 anos | 15-24 anos | 25-64 anos | 65 e + anos |
| 9 \| 10   | 7 \| 7     | 59 \| 41   | 65 \| 61    |
| +11%      | +0%        | -31%       | -6%         |

## Património
- Igreja Matriz de Casteição;
- Capela de São Pedro;
- Capela de Santo André;
- Capela de Santo Amaro;
- Capela de Nossa Senhora de Vila Maior.